# 雷斯丘岩
54°0′S 37°14′W / 54.000°S 37.233°W
雷斯丘岩（英語：Rescue Rock），是南極洲的岩石，位於南喬治亞群島，處於斯庫亞島東北面1.1公里，在1930年由英國研究隊繪入地圖，該岩石由英國海外領土管轄。